# Rabbit Hole (TV-serie)
Rabbit Hole är en kommande amerikansk drama- och actionserie från 2023 hade premiär på strömningstjänsten Sky Showtime den 31 mars 2023. Serien är regisserad av Glenn Ficarra, John Requa och Daniel Attias. För manus har Ficarra och Requa svarat. Första säsongen består av åtta avsnitt.
Serien uppges vara inspirerad av bland annat spionfilmen Tre dagar för Condor.

## Handling
Serien kretsar kring företagsspionen John Weir som blir indragen in en konspiration där han blir involverad i ett mord han inte han inte begått.

## Roller i urval
- Kiefer Sutherland – John Weir
- Rob Yang – Edward Homm
- Charles Dance – Dr. Ben Wilson
- Meta Golding – Hailey Winton
- Enid Graham – Josephine "Jo" Madi
- Wendy Makkena – Debra